# 日本交通公社 (公益財団法人)
公益財団法人日本交通公社（にほんこうつうこうしゃ、英: Japan Travel Bureau Foundation）は、旅行・観光レクリエーション・リゾート分野に関する様々な調査研究を行うために設立された日本のシンクタンクである。略称はJTBF。
1912年に外客誘致を目的としたジャパン・ツーリスト・ビューローとして誕生。1963年に営業・出版部門を民営化の上で分離してからは研究・調査に特化した組織となり、2012年に公益財団法人へ移行、さらに2016年には文部科学省から学術研究機関の指定を受けた。なお、分離した営業・出版部門は株式会社JTB（旧株式会社日本交通公社）となり、現在は同社の筆頭株主である。
シンクタンク・コンサルタントとして、国・地方公共団体・公的機関等からも様々な業務を受託し、観光振興の一翼を担っている。また、日本交通公社ビル内に旅行・観光関連の6万冊以上の蔵書をもつ「旅の図書館」（一般利用可・無料）を開設している。

## 事業
政府や地方公共団体を主たる依頼主とした「受託事業」と、学術研究と観光振興が主な「自主事業」の2つに区分される。

### 受託事業
国、都道府県、市町村を中心に、観光振興に取り組む観光協会・DMO等の公的機関等より、国内外の旅行者の動向把握、観光振興計画の策定・遂行、経済効果の推計等、様々な業務を受託している。

### 自主事業[2]
「自主事業」では、旅行・観光を様々な角度から研究する自主研究の推進を軸に、セミナー・シンポジウムの開催や書籍の出版を通じた研究成果の公表を行っている。
自主研究では、多様化・高度化する社会ニーズに応えるべく、旅行・観光を様々な角度から見つめる多様な研究を推進している。さらに、国内外の研究者や行政関係者、観光の実務者等との研究ネットワークを組織し、様々な共同研究にも取り組んでいる。
日本交通公社ビル内に旅行・観光関連の6万冊以上の蔵書をもつ「旅の図書館」（一般利用可・無料）を開設している。

#### セミナー・シンポジウム
- 観光地づくり講座
- 旅行動向シンポジウム

#### 研究ネットワーク
- 温泉まちづくり研究会

温泉地が抱える共通の課題について解決の方向性を探り、各地の温泉地の活性化に資することを目指す研究会。現在7つの温泉地（阿寒湖温泉、草津温泉、鳥羽温泉、有馬温泉、道後温泉、由布院温泉、黒川温泉）が会員。
- 自然公園研究会

自然公園をはじめとする自然地域の管理や、望ましい利用の促進などについて、研究を推進し、知見を共有する研究会。
- マウンテンリゾート研究会

具体的な情報提供や実践的取り組みを行いながら、地域・事業者の支援を行うことを目的とした研究会。
- 観光財源研究会

観光地の振興やデスティネーションマネジメントの活動に必要な「財源の確保」について、宿泊税を中心に、財源の「導入」と「使途」の枠組みについて支援を行う研究会。全国の地方自治体やDMO等が会員。
- 日韓国際観光カンファレンス

KCTI（韓国文化観光研究院）と研究協力協定（MOU）を締結し、毎年秋にを開催している。

##### 出版
- 観光文化
- 旅行年報　など

## 沿革

### 法人の変遷
ジャパン・ツーリスト・ビューロー
- 1912年3月12日 -  鉄道院運輸部営業課長の木下淑夫らが中心となり任意団体「ジャパン・ツーリスト・ビューロー（Japan Tourist Bureau、略称：JTB）」創立[3]。
  - 初代幹事に鉄道院技師の生野團六が就任[3]。
  - 木下淑夫は、同年2月帝国ホテルでの発起人会で平井晴二郎鉄道院副総裁から「鉄道業者とホテル業者とが密接な関係を保持し……」とその目的を委託されていた。したがって、その事務所は、東京駅構内に置かれていた。
- 1913年 - 観光振興に寄与するため　邦文・英文両文による観光雑誌ツーリスト（tourist）を発刊[3]。「旅の図書館」に保存されている。
- 1927年6月23日- 社団法人ジャパン・ツーリスト・ビューローに改組される[3]。

日本旅行文化協会（のちの日本旅行協会）
- 1924年 - 旅行関係諸団体の中央連絡機関として日本旅行文化協会（のちに日本旅行協会に改称）が設立される[4]。
  - 事務局を鉄道省内に設置[4]。後述の雑誌『旅』や『汽車時間表』を発行[4]。
- 1924年 - 「日本旅行倶楽部」の名義で雑誌『旅』（新潮社）の刊行を開始した。日本旅行協会廃止の後はJTBが引き継いで刊行[5]。
- 1925年 - 時刻表（現在の『JTB時刻表』JTBパブリッシング）を創刊する。

ジャパン・ツーリスト・ビューロー日本旅行協会〜東亜旅行社〜東亜交通公社
- 1934年10月 - 事業強化のため社団法人ジャパン・ツーリスト・ビューローと日本旅行協会が合併し、社団法人ジャパン・ツーリスト・ビューロー日本旅行協会となる[3][4]。
  - 1935年当時の会員数は178名（うち名誉会員数40名）。名誉会長は鉄道大臣、会長は鉄道次官。専務理事は高久甚之介[6]。
- 1941年8月 - 社団法人東亜旅行社に改称する[3]。
- 1942年12月8日 - 財団法人東亜旅行社に改組する[3]。
- 1943年12月1日 - 財団法人国際観光協会と合併し、財団法人東亜交通公社に改称する[3]。

### 日本交通公社（法人改称後）
- 1945年9月1日 - 財団法人日本交通公社に改称、英文名称もジャパン・トラベル・ビューロー (Japan Travel Bureau) に改称する[3]。
- 1960年5月1日 ‐ 一般旅行あつ旋業者第一号として登録[7]
- 1960年12月2日 - 東京都千代田区丸の内一丁目に交通公社ビルヂング竣工（2000年に解体され、跡地には2004年に丸の内オアゾ内の丸の内北口ビルディングが完成した）。
- 1960年12月 - 富士銀行と共同で日本ダイナースクラブ（日本初のクレジットカード発行会社）を設立[8]。
- 1963年11月12日 - 営利、出版部門が「株式会社日本交通公社」（現・株式会社JTB）として民営化の上で分離される[3]。財団法人日本交通公社は旅行に関する非営利の調査研究機関になると同時に、同社の筆頭株主となる。
- 1978年10月11日 - 「観光文化資料館」を第一鉄鋼ビルディング1階に開設[9]。
- 1996年2月 - 本部を中央区日本橋室町（日本橋室町センタービル）に移転[10]。
- 1996年10月 - 観光文化資料館を第二鉄鋼ビルディング地下1階に移転[10]。
- 1999年4月 - 観光文化資料館を「旅の図書館」に改称[10]。
- 2000年6月 - 本部を千代田区丸の内（第一鉄鋼ビルディング9階）に移転[10]。
- 2004年 - 労働組合がJTBから分離し「JTBF労働組合」を結成。
- 2011年12月 - 本部を千代田区大手町（朝日生命大手町ビル17階）に移転[10]。
- 2012年4月1日 - 公益財団法人へ移行する。旅の図書館を八重洲ダイビル地下1階に移転[10]。
- 2016年 - 文部科学省から科学研究費補助金取扱規程に規定する学術研究機関の指定[11]
- 2016年 - 港区南青山に日本交通公社ビル竣工。本部および旅の図書館を同所に移転[12]。
- 2022年度 - 沖縄事務所（JTBF Okinawa Lab. for Sustainability、おきなわサステナラボ）を開設[13]。

## 主な出版物、レポート

### 定期刊行物
- 旅行年報
- 観光文化

### 刊行物
- 観光辞典（1973年発刊）
- 現代観光用語辞典（1984年発刊）
- 観光読本（第2版、発行：東洋経済新報社、2004年発刊）
- 美しき日本〜いちどは訪れたい日本の観光資源（日本語版1999年発刊、外国語版2000年発刊）
- 観光地経営の視点と実践（2013年発刊）

- 観光地づくりオーラルヒストリー　＜観光計画・観光地づくりの要諦を探る＞（2017年発刊）